# Mölltaler Polinik
Der Mölltaler Polinik (meist nur Polinik genannt) ist mit einer Höhe von 2784 m ü. A. der höchste Berg der Kreuzeckgruppe im österreichischen Bundesland Kärnten.

## Lage
Der Polinik liegt südlich der Ortschaften Flattach und Obervellach im Mölltal. Vom Gipfel führt ein Grat nach Südwesten über Schneestellkopf und Striedenkopf bis zum Gößnitztörl. Dieses trennt den nördlichen Teil der Kreuzeckgruppe vom Hauptkamm, der sich vom Iselsberg im Westen bis Möllbrücke im Osten erstreckt.
Der Gipfel des Polinik liegt an der Grenze der Gemeinden Obervellach und Reißeck.

## Name
Pohl deutet den Namen vom slowenischen pol (halb) abgeleitet als Mittagsberg, vgl. Zwölfer (Bergname).

## Anstiege
Von Obervellach aus führt ein Wanderweg über die Polinikhütte (1873 m, Sektion Mölltal des ÖAV) zum Gipfel. Von Flattach aus kann man durch die Raggaschlucht und die Raggaalm den Berg besteigen.
Eine extreme Tour ist der Übergang von der Feldnerhütte über das Kreuzeck, das Wöllatörl und dann über den Eisenriegel und Kehlkruckerkopf zum Polinik. Steigt man von hier zur Polinikhütte ab, geht man mehr als 17 Kilometer bei 1192 Meter Aufstieg. Für diesen Übergang muss man mit 10:30 Stunden rechnen.

## Hütten
- Polinikhütte: Die Hütte liegt im Nordosten des Gipfels. Sie bietet 15 Betten in Zimmern und 20 Lagerplätze.[4]
- Feldnerhütte: Alpenvereinshütte mit 9 Zimmern, Matratzenlager und einem beheizbaren Winterraum.[5]